# 新勅撰和歌集
『新勅撰和歌集』（しんちょくせんわかしゅう）は、十三代集の最初、通算で第9番目の勅撰和歌集。仮名序は藤原定家筆。20巻。別名は『宇治河集』（うじがわしゅう）。

## 概要
貞永元年（1232年）6月13日、後堀河天皇の下命を受け、藤原定家が単独で撰出を開始した。しかし、後堀河天皇が貞永元年10月4日に四条天皇へ譲位することが決まると、勅撰の大義名分を重視する措置として、その直前の10月2日に仮名序と20巻部目録が奏覧された。後堀河院の死後、定家は草案を焼却して撰集事業を止めるが、九条道家・教実父子によって編纂事業は継続し、文暦2年（1235年）3月12日に完成して奏上された。なお、道家父子は定家が選んだ歌を選別し、承久の乱後に処罰を受けた後鳥羽院・土御門院・順徳院の歌を除外し、北条泰時ら鎌倉幕府関係者の歌を入集させている。この点は『越部禅尼消息』で批判されている。別名の『宇治河集』は、宇治川の序詞である「もののふの八十氏河」に由来するが、これも「もののふ」（武士）すなわち鎌倉幕府に遠慮して幕府関係者の歌を多く撰ぶ一方、後鳥羽院や順徳院らの歌を排除した撰者に対する非難の意味を込めたものである。
伝本によって歌数が違うが、1370首強ある。部立は春（上下）・夏・秋（上下）・冬・賀・羇旅・神祇・釈教・恋（1-5）・雑（1-5）から成り、従来の勅撰集の部立よりも単純化されている。最多入集歌人は藤原家隆（43首）で、九条良経（36首）、藤原俊成（35首）、西園寺公経（30首）、慈円（27首）、源実朝・九条道家（共に25首）、飛鳥井雅経（20首）が続き、定家が庇護を受けた九条家・西園寺家の貴顕（公経は定家の義弟にして、関白九条道家の岳父である）の入集が目立つ。
歌風は華やかな『新古今和歌集』調から一転して、平明温雅な趣向である。『新古今和歌集』を「花」、『新勅撰和歌集』を「実」として「花実相兼」と評された。中世和歌の世界、特に二条派では『新勅撰和歌集』の定家の和歌が手本とされた。

## 校注
- 『新勅撰和歌集』岩波文庫 1961、復刊1988。久曽神昇・樋口芳麻呂校訂
- 『新勅撰和歌集　和歌文学大系6』明治書院 2005。中川博夫注解